# Terazawa Hirotaka
Terazawa Hirotaka (寺沢広高, , 1563 - 18 de maio de 1633) foi um Daimyō do início do Período Edo da História do Japão . Hirotaka foi vassalo de Toyotomi Hideyoshi,  após a Campanha de Kyūshū (1587) recebeu o Domínio de Karatsu (Província de Hizen - 80.000 koku). Em 1600, ele lutou com Tokugawa Ieyasu e foi recompensado com as ilhas Amakusa com uma renda de 120.000 koku.

| Precedido por Ninguém | 1º Daimyō de Karatsu 1593–1633 | Sucedido por Terasawa Katataka |